# Organoide

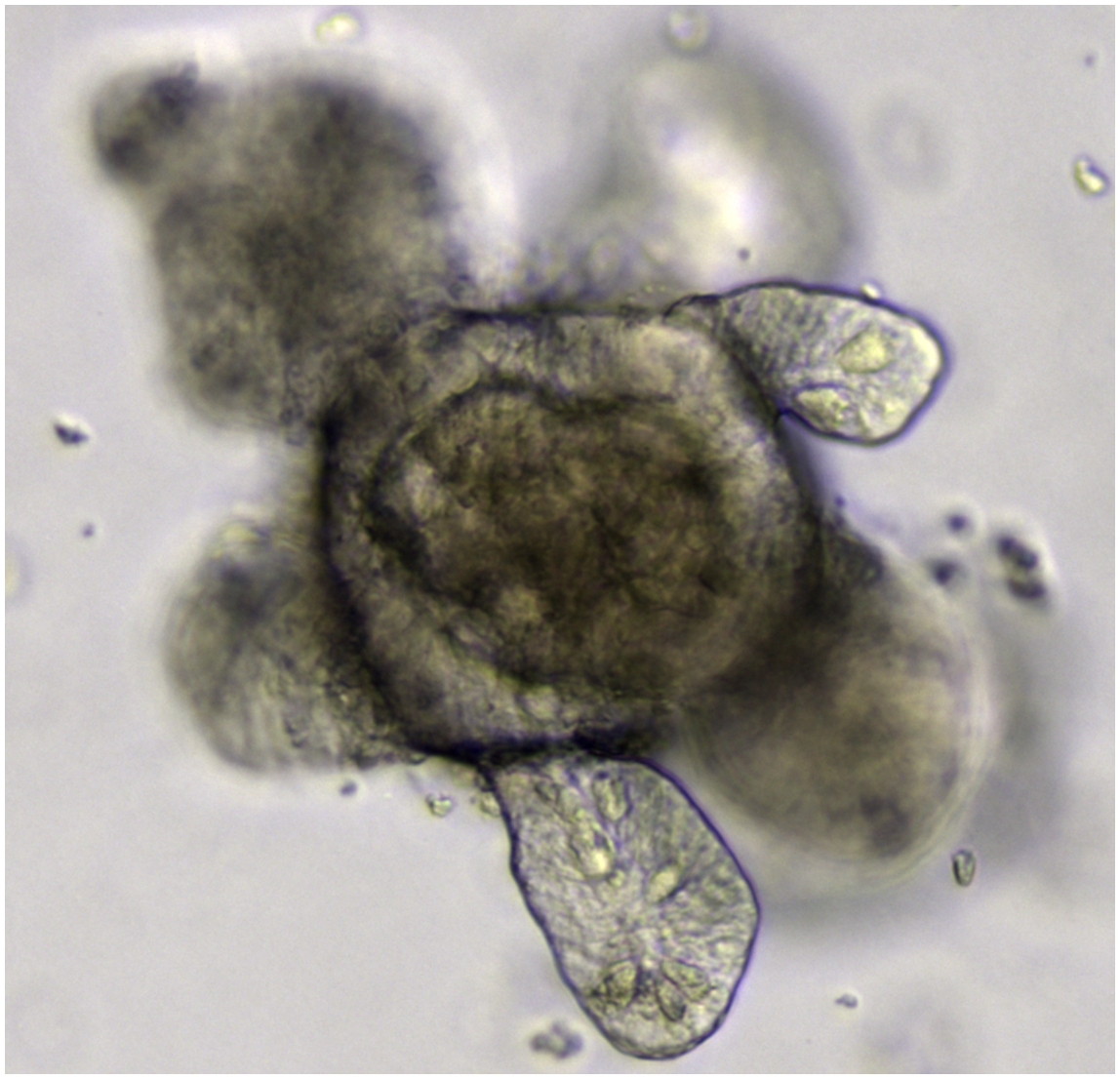
Organoide intestinal crescut de cèl·lules mare Lgr5+.

Un organoide, informalment també conegut com a miniòrgan, és un òrgan tridimensional mínim desenvolupat in vitro. La tècnica per cultivar organoides ha millorat ràpidament des de principis de la dècada del 2010 i el 2013 va ser considerada un dels avenços científics més significatius del moment.

## Història
El 2008 Yoshiki Sasai i el seu equip a l'institut RIKEN van demostrar que les cèl·lules mare poden agrupar-se en boles de cèl·lules neuronals que poden organitzar-se en capes diferenciades. El 2009 el Laboratori de Hans Clevers a l'Institut Hubrecht i el Centre Mèdic Universitari d'Utrecht, als Països Baixos, van demostrar que només a partir de cèl·lules mare LGR5 podien generar estructures velloses sense caldre una base mesenquimàtica.
El 2013, Madeline Lancaster de l'Acadèmia austríaca de Ciències va establir un protocol per al cultiu d'organoides cerebrals derivats de cèl·lules mare per tal d'imitar l'organització cel·lular del cervell humà en desenvolupament. El 2014, Artem Shkumatov, Kwanghyun Baek i Hyunjoon Kong, de la Universitat d'Illinois a Urbana-Champaign, van demostrar que podien crear-se organoides cardiovasculars a partir de cèl·lules d'ES modulant la rigidesa del substrat al qual s'adherien. La rigidesa fisiològica promovia la tridimensionalitat dels cossos embrioides (embryoid bodies o EBs en anglès) i la diferenciació cardiomiogènica.
Takebe, Yoshikawa i un equip de fins a tretze investigadors japonesos van demostrar un mètode generalitzat per a miniorgans formats a partir de teixits diversos combinant progenitors específics de teixits derivats de cèl·lules mare pluripotents o mostres de teixit pertinent amb cèl·lules mare endotelials i mesenquimàtiques (MSC). Es va suggerir que els teixits menys madurs, o els miniòrgans, generats a partir del principi de condensació autoorganitzada podrien ser l'aproximació més eficaç cap a la reconstitució de funcions d'òrgan madur després d'un trasplantament, més que no condensats generats de cèl·lules d'una etapa més avançada.

## Tipus d'organoides
- Organode cerebral[9]
- Organoide tiroïdeu[10]
- Organoide intestinal
- Organoide testicular[11]
- Organoide hepàtic[12]
- Organoide pancreàtic[13]
- Organoide gàstric[14]
- Organoide epitelial[5][15]
- Organoide pulmonar[16]
- Organoide renal[17][18][19]
- Embrionari (Gastruloids)[20][21]

## Organoides com a models de malaltia
Els organoides proporcionen una oportunitat per crear models cel·lulars de malalties humanes, els quals poden ser estudiats en el laboratori per a millor comprensió de les causes de la malaltia i per identificar tractaments possibles. Com a exemple, l'edició del genoma amb el sistema CRISPR va aplicar-se a cèl·lules mare pluripotents per tal d'introduir mutacions específiques en gens implicats en dues malalties renals: la poliquistosi renal i la glomeruloesclerosi focal i segmentària. Aquestes cèl·lules mare pluripotents modificades amb CRISPR van ser cultivades com un miniòrgan renal, que va arribar a exhibir els fenotips associats a la malaltia. Paral·lelament, aquests fenotips no es presentaven en aquells organoides sense mutacions CRISPR. Aquests experiments demostren l'ús d'organoides com a models més complexos de malalties en el laboratori, anant un pas més enllà dels teixits cultivats en una placa de petri.